# 래리 서튼
래리 제임스 서튼(Larry James Sutton, 1970년 5월 14일 ~ )은 전 KBO 리그 KIA 타이거즈의 외야수이다.

## 선수 시절

### 미국 프로야구 시절
1997년에 캔자스시티 로열스에 입단하였다.

## 한국 프로야구 시절

### 현대 유니콘스시절
2005년에 입단하였다. 송지만, 이숭용과 함께 팀의 클린업을 책임졌으며, 시즌 35홈런, 102타점, 0.592의 장타율을 기록하며 3관왕에 올랐는데 1999년 피어슨 이후 6년 만에 팀내 30홈런 이상을 기록한 좌타자가 됐다. 2006년 시즌 후 방출됐다.

### KIA 타이거즈시절
방출 후 계약했지만 2007년 시즌에 성적 부진과 고질적인 발목 부상을 이유로 시즌 중 방출됐다.

## 야구선수 은퇴 후
2012년부터 도미니카 공화국에서 지도자 생활을 시작했으며, 2019년에는 캔자스시티 로열스 산하 팀의 타격 코치로 있었다. 2020년부터 롯데 자이언츠의 2군 감독을 맡다가 2019년 10월 26일부터 3년 계약으로 감독을 맡았던 허문회가 팀 운영 방식에 대한 프런트와 이견으로 충돌을 일으키는 일이 잦았고, 인터뷰 중 실언을 하고, 의문점을 자아내는 경기 운용 등 여러 가지 이유 때문에 비난을 받아온 데다 2년 째인 2021년 30경기에서 12승 18패의 성적을 기록해 그 해 5월 11일 감독직에서 경질되자 그가 롯데 자이언츠의 감독으로 선임됐으며 건강 문제 탓인지 2023년 8월 28일 자진사퇴했다.

## 출신 학교
- 미국 일리노이 대학교